# 프리카세
프리카세(프랑스어: fricassée)는 고기를 잘게 썰어 소테한 뒤 졸이다가 베샤멜 소스 등을 넣어 만드는 프랑스 음식이다. 보통 닭고기를 쓰지만, 송아지고기나 양고기를 사용해 만들기도 하며, 지역에 따라 생선, 조개, 돼지고기, 쇠고기를 넣어 만들기도 한다.

## 사진 갤러리

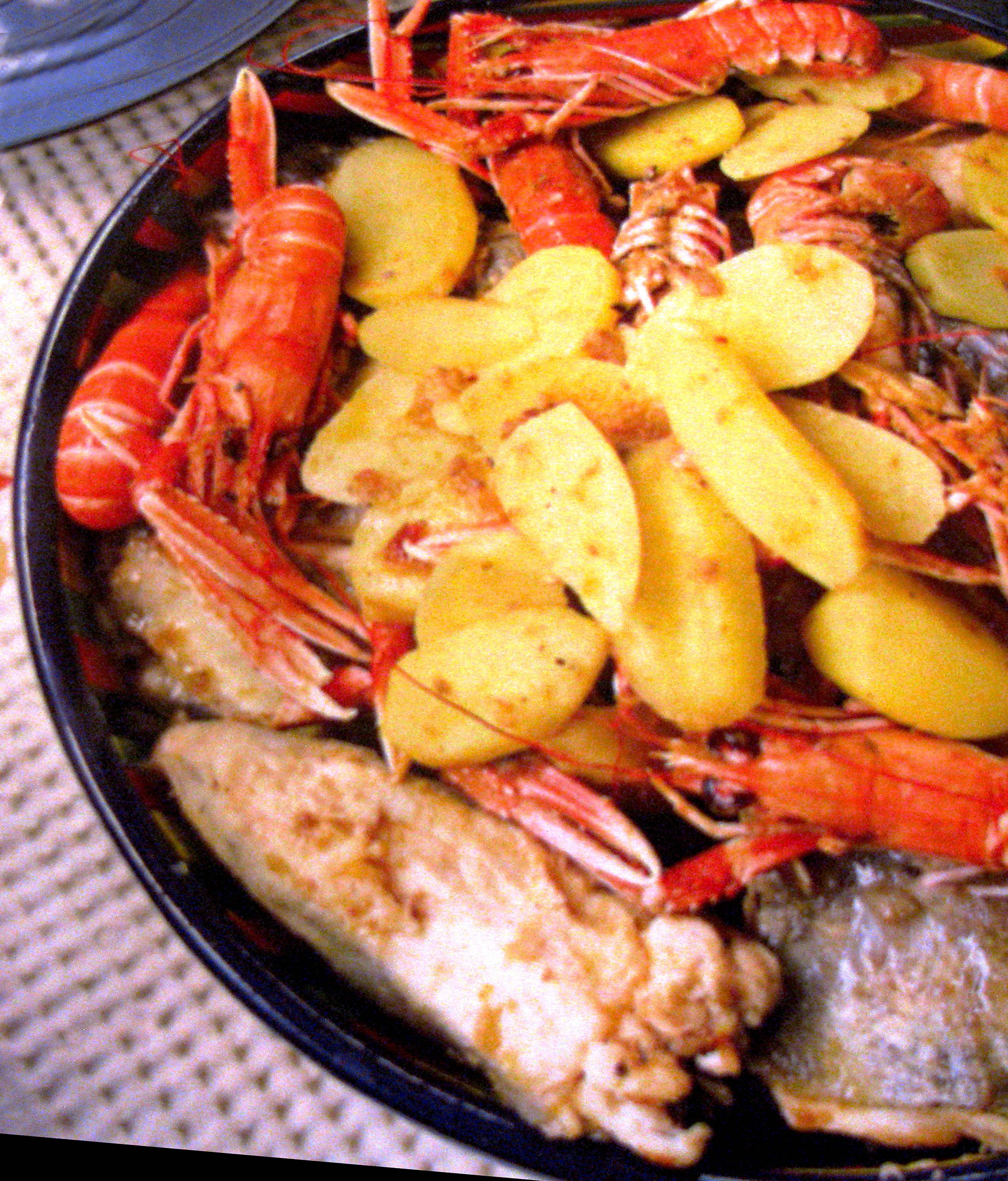
가재 프리카세
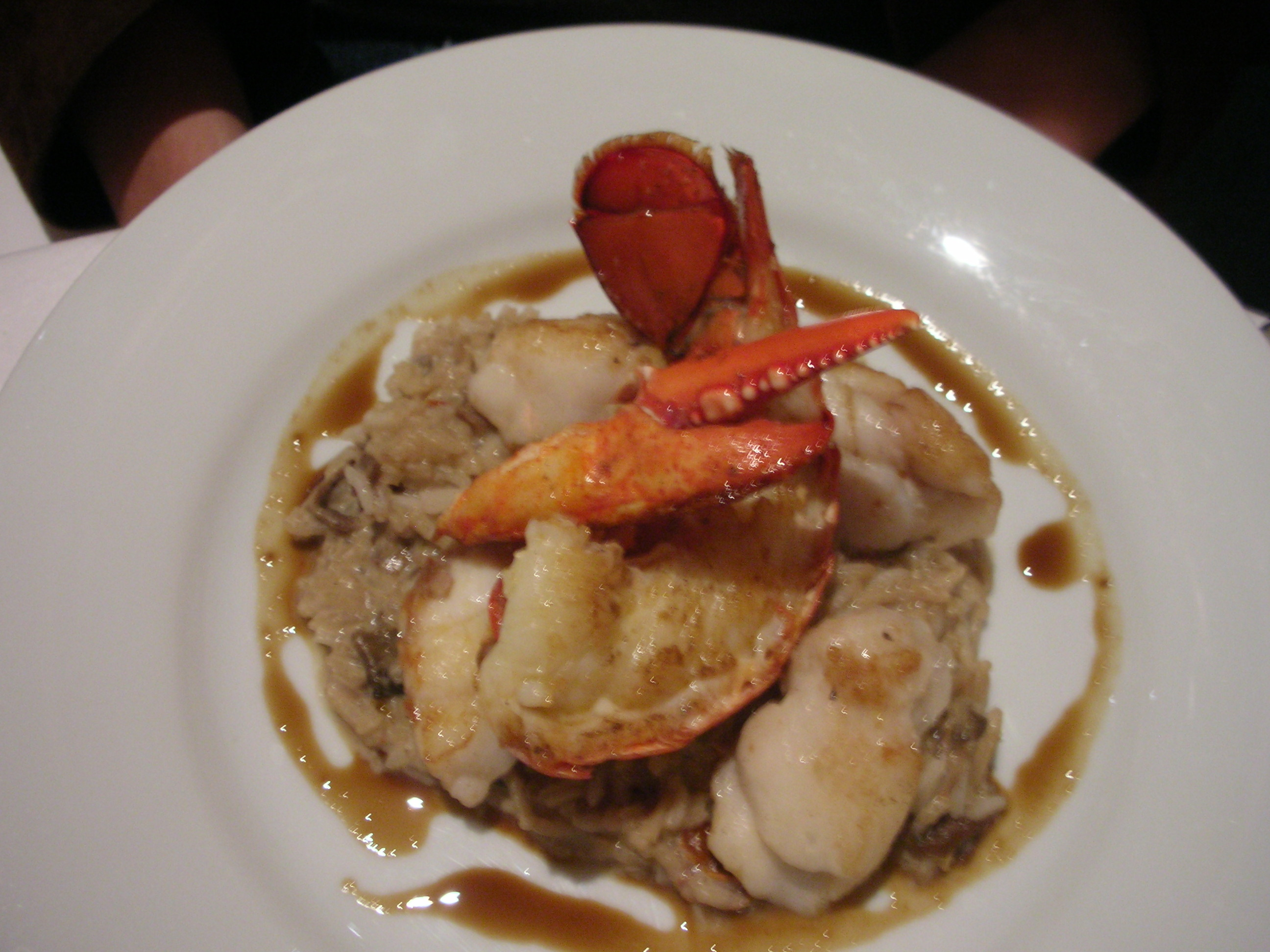
바닷가재와 용아귀 프리카세